# Les Fables de sang
Les Fables de sang est un roman d'Arnaud Delalande édité en 2009.

## Résumé
En 1774, Rosette est enlevée par Le Fabuliste. Ne sachant pas réciter Le Loup et l'Agneau, il la tue et l'emmène au château de Versailles avec un livre de fables pour Virevolta qui y est garde des ministres et a déjà tué un Fabuliste en 70. Il est chargé de l'enquête et découvre avec le chevalier d'Eon et Beaumarchais que Le Fabuliste fait partie d'un réseau du roi britannique Georges III qui conspire contre la France, qu'il est le fils de Louis XV avec une catin, et que les fables lui rappellent son éducation de dauphin. Virevolta empêche Le Fabuliste d'enflammer la cathédrale de Reims avec le feu grégeois lors du sacre de Louis XVI. Virevolta tue Le Fabuliste à Versailles et est fait chevalier.